# Пандульф II (князь Беневенто)
Пандульф II Старый (умер в 1014) — князь Беневенто с 981 года, князь Капуи (как Пандульф III) с 1007 года. Старший сын Ландульфа III, князя-соправителя Беневенто и Капуи.

## Биография
После смерти отца (968 год) Пандульф II был отстранён от власти своим дядей Пандульфом I Железной Головой, вопреки обычаям династии, по которым все мужчины в роду были соправителями.
В 981 году, после смерти Пандульфа Железная Голова княжества Капуя и Беневенто перешли к его старшему сыну Ландульфу (VI по капуанской и IV по беневентской нумерациям), но в том же году Пандульф II без труда вытеснил своего двоюродного брата из Беневенто и вокняжился там. Тем самым уния Капуи и Беневенто, возникшая в 899 году, была разорвана.
В 999 году Беневенто посетил император Священной Римской империи Оттон III, возвращавшийся из паломничества на Монте-Гаргано, но в следующем году император осадил Беневенто. В результате войны Оттон III увёз в Рим хранившиеся в Беневенто мощи апостола Варфоломея.
В июле 1000 года младший брат Пандульфа II, Ландульф VII, был призван в Капую, вытеснив тем самым потомков Пандульфа I. В 1003 году Пандульф II и его сын-соправитель Ландульф V были изгнаны из Беневенто в результате восстания графа Адельфера Авеллино, но уже в 1005 году вернули себе трон.
В 1007 году умер брат Пандульфа II Ландульф VII Капуанский, ему наследовал малолетний Пандульф II Капуанский, а Пандульф II Беневентский стал опекуном и соправителем своего племянника в Капуе. Таким образом, в 1007—1014 годах Пандульфу удалось восстановить унию двух княжеств, распавшуюся, впрочем, при его сыновьях.
Дети:
- Гаительгрима, жена князя Гвемара III Салернского
- Мария, жена Сергия II, герцога Амальфи
- Ландульф V (князь Беневенто)
- Пандульф IV (князь Капуи)
- Атенульф, аббат Монте-Кассино